# آییککارا
آییککارا (به انگلیسی: Ayikkara) یک منطقهٔ مسکونی در هند است که در بخش کنور واقع شده‌است.